# Women's Welfare Association
Muassasa-i Khayriyya-i Zanan eller Women's Welfare Association (WWA), efter 1975 känd som (Afghan) Women's Institute (WI) var en organisation för kvinnors rättigheter i Afghanistan, grundad 1946.  Det utgav sin egen tidning, Mirman, från 1953. 

## Historik

### Grundande
Organisationen grundades 1946 som Da Mirmanech Tulaneh (DMT) av Madame Asin, en fransyska gift med en afghan.  Den övertogs sedan av finansministeriet i Kabul, som från 1947 försåg den med halva dess finansiering, och var statligt fram till 1975. Bland dess medlemmar fanns kvinnor ur kungafamiljen: drottning Humaira Begum fungerade som dess officiella beskyddare och hedersordförande, och hustrur till ämbetsmän och regeringsmedlemmar, tillsammans med kvinnor ur kungafamiljen som Bibi Jan, engagerades som dess personal. Kung Amanullahs kusin Zaynab Inayat Siraj/Zeynab Enayet Saraj, som hade levt i Iran under dess modernisering, blev dess ordförande.

### Verksamhet
Syftet var att verka för att öka kvinnors status och ställning i Afghanistan, i enlighet med regeringens policy. Under 1920-talet hade kvinnors rättigheter tillfälligt förbättrats i Afghanistan under ledning av kung Amanullah Khan och drottning Soraya Tarzi, och den första kvinnoorganisationen hade grundats i Anjuman-i Himayat-i-Niswan; men denna kvinnorörelse hade krossats när kungaparet avsattes 1929 och samtliga reformer rullats tillbaka. Efter andra världskriget såg den afghanska regeringen behov av en modernisering av samhället, och detta inkluderade att göra kvinnor delaktiga i samhället och ekonomin. Kvinnorörelsen återuppväcktes därför med regeringens godkännande. 
WWA fungerade som regeringens talorgan för kvinnors rättigheter, och stödde dess förslag, däribland avskaffandet av slöjan 1959. WWA grundade lokala kontor i tio av landets städer och arbetade med familjeplanering, med att hålla kurser för kvinnor; ett av huvudmålen var att avskaffa analfabetismen bland kvinnor, och medverka till att upphäva könssegregeringen och få kvinnor att delta i samhället genom att undervisa dem i olika verksamheter som kunde göra det möjligt för dem att tjäna egna pengar. WWA bedrev välgörenhetsarbete som att sy och sälja kläder till förmån för soldater och fattiga barn. Organisationen grundade också skolor för flickor.  
En av deras yrkeskurser för kvinnor hade samband med 1959 års reform, när drottning Humaira Begum visade sig offentligt utan slöja och premiärministern uppmanade kvinnor att följa hennes exempel. När en grupp utländska kvinnor i Kabul noterade detta, tog de under ledning av amerikanen Jeanne Beecher initiativ till en modekurs i kvinnoföreningen, där afghanska kvinnor fick lära sig att sy västerländska kläder utifrån mönster skickade från Vogue Pattern Service. Kurserna blev populära bland afghanska överklasskvinnor, som dittills hade levt i harem, och avslutades med en modevisning United States Information Center auditorium. Efter detta började afghanska överklasskvinnor i Kabul att bära västerländsk mode. 
WWA spelade en viktig roll i regimens ansträngningar i att presentera ett modern ansikte utåt mot omvärlden och attrahera utländska bidrag till landet, deltog i ett flertal internationella kvinnokonferenser. WWA representerade i Kabul och Herat en minoritet medel- och överklasskvinnor som från 1950-talet och framåt anställdes i banker, bibliotek, flygbolag och statliga företag och hjälpte till att ge en modern bild av landet, även om den stora majoriteten kvinnor fortfarande levde isolerade i hemmet under 1950-talet. Den polska journalisten Andrzej Binkowski beskrev kontrasten då han under 1950-talet fick intervjua WWA:s ordförande Zeynab Enayet Saraj, som bar moderna kläder och mötte honom på föreningens kontor, under en tid då kvinnor i Kabul normalt doldes i burka på gatorna och annars bara fick tala med främmande män genom en dörr.
Dess ordförande Kubra Noorzai deltog i skrivandet av 1964 års konstitution, som gav kvinnor rösträtt, och blev en av de första kvinnorna som blev invalda i parlamentet och blev ministrar.  
WWA nådde dock aldrig någon större framgång utanför den bildade urbana medel- och överklassen, och kvinnors rättigheter och frigörelse begränsades fram till kommunisternas övertagande 1978 nästan uteslutande till dessa två samhällsklasser. Den ersattes gradvis av Democratic Women's Organisation of Afghanistan.